# Route nationale 44
Die Route nationale 44, kurz N 44 oder RN 44, ist eine französische Nationalstraße, die 1824 zwischen Châlons-en-Champagne und der N17 südlich von Cambrai festgelegt wurde. Sie geht auf die Route impériale 45 zurück. Ihre Länge betrug 164 Kilometer. 1940 wurde sie nördlich um La Fère vorbeigeführt und die alte Führung wurde auf die N38 und neu ausgeschilderte N38E verteilt. 1949 übernahm die N44 von der N4 den Abschnitt zwischen Châlons-en-Champagne und Vitry-le-François, außerdem wurde sie ab Saint-Quentin über die Trasse der N336 und N338 zur N37 südlich von Péronne geführt. Dabei wurde die alte Trasse nördlich von Saint-Quentin zur N44bis. Die Länge änderte sich auf 194,5 Kilometer. 1973 wurde der Abschnitt zwischen Estrées-en-Chaussée und der N37 abgestuft. 1978 übernahm die N29 den Abschnitt zwischen Saint-Quentin und Estrées-en-Chaussée und die N44 bekam eine neue Führung:
- N 17 Cambrai – Kreuzung mit N44bis
- N 44bis Kreuzung mit N17 – Saint-Quentin
- N 44 Saint-Quentin – Vitry-le-François

2006 wurde sie zwischen Cambrai und La Veuve abgestuft. Der Restabschnitt, der die A4 mit der N4 verbindet, ist teilweise als Schnellstraße ausgebaut und soll künftig komplettiert werden.

## N 44a
Die Route nationale 44A, kurz N 44A oder RN 44A, war von 1950 bis 1973 ein Seitenast der N44, der aus der alten Einfallstraße der N4 nach Châlons-en-Champagne entstand. Sie trägt heute die Nummer D1.

## N 44bis
Die Route nationale 44bis, kurz N 44bis oder RN 44bis, entstand 1949 aus der Trasse der N44 zwischen Saint-Quentin und der N17 südlich von Cambrai, als diese zur N37 bei Péronne geführt wurde. Die Länge betrug 28 Kilometer. 1978 wurde sie erneut zur N44. Der Laufweg der N44bis ist in der Infobox der N44 hier im Artikel als Teilabschnitt zu finden.

## N 44e
Die Route nationale 44E, kurz N 44E oder RN 44E, war von 1953 bis 1956 ein Seitenast der N44, der aus dieser entstand, als diese auf die neue Südumgehung von Laon verlegt wurde. Sie trägt heute die Nummer D181.

## Streckenführung
| Position | höchste zulässige Gesamtgeschwindigkeit | Fahrbahnen | km | Typ                          | Abschnitt                   | Längengrad | Breitengrad |
| -------- | --------------------------------------- | ---------- | -- | ---------------------------- | --------------------------- | ---------- | ----------- |
| 1        | 110                                     | 2          | 3  | Beginn der Autobahn          | A 4 N 44-La Veuve           | 49.0341    | 4.3190      |
| 2        | 110                                     | 2          | 7  | Teil-Anschlußstelle          |                             | 49.0134    | 4.3290      |
| 3        | 110                                     | 2          | 9  |                              | Recy                        | 48.9925    | 4.3440      |
| 4        | 110                                     | 2          | 10 | Vollständige Anschlussstelle | Châlons-en-Champagne (nord) | 48.9813    | 4.3546      |
| 5        | 110                                     | 2          | 12 | Vollständige Anschlussstelle | D977                        | 48.9757    | 4.3758      |
| 6        | 110                                     | 2          | 15 | Vollständige Anschlussstelle | Chalons (ost)-N 3           | 48.9622    | 4.3905      |
| 7        | 110                                     | 2          | 17 | Teil-Anschlußstelle          |                             | 48.9493    | 4.3910      |
| 8        | 110                                     | 2          | 18 | Teil-Anschlußstelle          | Chalons en Champagne - süd  | 48.9430    | 4.3930      |
| 9        | 110                                     | 2          | 18 | Ende an Straße               |                             | 48.9397    | 4.3968      |
| 10       | 110                                     | 2          |    | Beginn an Straße             |                             | 48.8788    | 4.4653      |
| 11       | 110                                     | 2          | 1  | Teil-Anschlußstelle          | Pogny                       | 48.8710    | 4.4740      |
| 12       | 110                                     | 2          | 2  | Teil-Anschlußstelle          | Pogny                       | 48.8630    | 4.4869      |
| 13       | 110                                     | 2          | 5  | Teil-Anschlußstelle          | La Chaussée-sur-Marne       | 48.8416    | 4.5113      |
| 14       | 110                                     | 2          | 9  | Teil-Anschlußstelle          | La Chaussée-sur-Marne       | 48.8170    | 4.5448      |
| 15       | 110                                     | 2          | 11 | Ende an Straße               |                             | 48.8020    | 4.5698      |